# جون بيكر وايت
جون بيكر وايت (بالإنجليزية: John Baker White)‏ هو سياسي بريطاني (وحمل سابقاً جنسية المملكة المتحدة لبريطانيا العظمى وأيرلندا)، ولد في 12 أغسطس 1902 في المملكة المتحدة، وتوفي في 10 ديسمبر 1988. حزبياً، نشط في حزب المحافظين. في الانتخابات العامة في المملكة المتحدة 1945 ‏، انتخب عضو برلمان المملكة المتحدة الـ38 عن دائرة كانتربري (5 يوليو 1945 – 3 فبراير 1950) وفي الانتخابات العامة في المملكة المتحدة 1950 ‏، انتخب عضو برلمان المملكة المتحدة الـ39 عن دائرة كانتربري (23 فبراير 1950 – 5 أكتوبر 1951) وفي الانتخابات العامة في المملكة المتحدة 1951 ‏، انتخب عضو برلمان المملكة المتحدة الـ40 عن دائرة كانتربري (25 أكتوبر 1951 – 12 يناير 1953).